# Nighthawk (település)
Nighthawk az Amerikai Egyesült Államok északnyugati részén, Washington állam Okanogan megyéjében elhelyezkedő önkormányzat nélküli település.
Nighthawk postahivatala 1902 és 1962 között működött. A települést 1903-ban alapította a Nighthawk Reality Company.